# Les Amis de la Terre - France
Pour un article plus général, voir Les Amis de la Terre.
La Fédération des Amis de la Terre - France est une association de protection de l’Homme et de l'environnement, représentant en France le mouvement international des Amis de la Terre (Friends of the Earth International ou FoEI).

## Présentation
Les Amis de la Terre France est une fédération à but non lucratif créée en 1970 et ayant participé à l’essor de l’écologie politique,. Elle milite pour une transition vers ce que l’organisation appelle des « sociétés soutenables », c’est-à-dire un système où « chaque être humain puisse satisfaire ses besoins fondamentaux sans compromettre les besoins des générations futures ». Pour cela, les Amis de la Terre œuvrent en faveur d’un changement radical de système.

## Historique

### Les débuts des Amis de la Terre
C'est dans le bouillonnement des idées écologistes qui agite alors les États-Unis depuis la publication de Printemps silencieux de Rachel Carson, que David Brower, en 1969, quitte la présidence du Sierra Club américain pour fonder une association qui sache remonter aux causes des atteintes à l’environnement pour les combattre : Les Amis de la Terre.
En France, les Amis de la Terre déposent leurs statuts à la préfecture de Paris le 11 juillet 1970. Les principaux fondateurs sont Edwin Matthews, un avocat américain résidant à Paris, et Alain Hervé, un poète, navigateur et reporter dont l’idée initiale est de faire des Amis de la Terre un grand mouvement de connaissance de la nature. Le comité de parrainage est composé de Jean Dorst (naturaliste, ancien directeur du muséum d’histoire naturelle), Pierre Fournier (romancier sous le nom de Pierre Gascar), l’ethnologue Claude Lévi-Strauss, le biologiste Konrad Lorenz, l’ethnologue Théodore Monod et le biologiste Jean Rostand.

### Les Amis de la Terre et les partis politiques dans lesannées 1970-80
Les Amis de la Terre sont parmi les initiateurs des candidatures écologistes aux élections politiques, notamment la présidentielle de 1974 avec René Dumont, devenu ensuite président d’honneur de l’association. Des militants qui ont fait carrière depuis comme Brice Lalonde (ex-ministre de l'Environnement), Pierre Radanne (ex-directeur de l’ADEME) ou Dominique Voynet (ex-ministre de l’Aménagement du territoire et de l’environnement) en font alors partie.
En 1983, les Amis de la Terre décident de se recentrer sur leurs activités associatives et d’agir indépendamment de tout parti politique. Une grande partie des militants quitte l’association pour participer à la création des Verts, comme Yves Cochet (groupe de Rennes), ou, plus tard, à celle de Génération Écologie, comme Brice Lalonde (groupe de Paris) qui entre au gouvernement en 1988 en tant que ministre délégué à l'Environnement.
Plusieurs équipes, notamment celles de Pierre Samuel et de Guy Aznar, se succèdent depuis pour maintenir et développer l’action nationale des Amis de la Terre.

### Nucléaire
Le mouvement antinucléaire est le combat le plus ancien de l'association. En effet, lors de la première réunion internationale des différents groupes à Rambouillet, un moratoire est demandé sur le fonctionnement des centrales nucléaires. Brice Lalonde, à l'époque membre des Amis de la Terre se rend en bateau jusqu'à l'atoll de Moruroa en 1973 aux côtés d'autres militants pour empêcher les essais nucléaires de la France sur cette île.
Les Amis de la Terre, Greenpeace, la Fédération Rhône-Alpes de protection de la nature (FRAPNA), participent à la plupart des manifestations contre le projet de centrale nucléaire Superphénix en Isère dans les années 1970. Dès 1976, cette lutte dépasse le cadre national et devient le symbole du mouvement antinucléaire européen. En 1977, les Amis de la Terre participent au rassemblement anti-nucléaire de Creys-Malville qui réunit entre 40 000 et 90 000 personnes.

### Années 1990
Dans les années 1990, les Amis de la Terre s’impliquent dans des discussions internationales et prennent part notamment au sommet de la Terre de Rio.
Les groupes locaux se développent et obtiennent une plus grande autonomie à la suite d'actions aux assemblées générales, tout en gardant la volonté de s’unir sur le plan national et global.
En 1998, l’association lance une campagne pour l’interdiction du bois tropical illégal et pour une gestion durable des forêts.

### Années 2000 et 2010
Tout au long de la décennie, les Amis de la Terre se mobilisent contre des projets industriels tels que le projet pétrolier Kashagan au Kazakhstan ou le projet de centrale nucléaire de Béléné en Bulgarie.
En 2007, les Amis de la Terre publient un rapport dénonçant les financements des banques et des acteurs privés aux énergies fossiles.
De 2008 à 2015, les Prix Pinocchio sont décernés par l'association pour dénoncer l'écoblanchiment auquel se livreraient certaines multinationales. Le prix est relancé en 2020 par la Confédération paysanne pour une édition consacrée à l'agriculture. Il est décerné à la multinationale Yara.
En 2012 les Amis de la Terre mènent une campagne intitulée « Faisons tomber les masques du Crad 40 » pour que la loi rende les maisons-mères des entreprises juridiquement responsables des activités de leurs filiales à l'étranger. Cette campagne a l’objectif de faire signer une pétition et d’interpeller les députés français pour qu’ils renforcent l’encadrement juridique des entreprises multinationales,.

## Méthodes d'action
Pour construire ses campagnes, les Amis de la Terre effectuent un travail de recherche et de collaboration avec des personnes spécialisés dans plusieurs domaines (économistes, scientifiques, bureaux d’études, avocats, journalistes, etc).
Ce travail de fond peut être alimenté par les liens qu’elle entretient avec des communautés affectées par des projets qu’elle considère comme néfastes pour l’environnement ou les droits humains (en 2017 par exemple, l’association soutien des communautés amérindiennes au Texas qui s’opposent au terminaux d’exportation de gaz naturel liquéfié Rio Grande Vallée LNG ou Texas LNG).
L’association initie des interpellations d'acteurs privés ou des pouvoirs publics dans le cadre des sujets qu’elle traite. Ces interpellations se matérialisent par des campagnes de sensibilisation et de mobilisation des citoyens, relayées au sein de son réseau via les groupes locaux.
Les Amis de la Terre effectuent un travail de plaidoyer qui vise à faire évoluer les législations en vigueur en faveur de la préservation de l’environnement et des droits humains. En 2020 et 2021 par exemple, dans le cadre de la proposition de loi Climat et Résilience, les Amis de la Terre défendent des propositions pour limiter l’expansion des entrepôts du e-commerce dans le cadre d’un moratoire et demandent une redevance sur les engrais azotés.
L’association mène également des actions de désobéissance civile non violentes, notamment avec des organisations comme ANV-COP21. En 2019 par exemple, 2000 activistes des Amis de la Terre, Greenpeace et ANV-COP21 bloquent quatre bâtiments dans le quartier de la Défense à Paris, afin de dénoncer ce qu’ils appellent « la République des pollueurs ».
Les Amis de la Terre se sont lancés dans une stratégie juridique dans les années 2010 en portant certains cas en justice, notamment sur la question de la responsabilité de l’État en matière de pollution de l’air, ou en 2019 sur le devoir de vigilance des multinationales et le cas de l’activité pétrolière de Total en Ouganda. Plus largement, les recours en justice font partie des leviers d’action utilisés par la Fédération et ses groupes locaux pour interpeller et faire évoluer la jurisprudence en matière de droit de l’environnement et des droits humains.

## Campagnes d'action

### Finance publique et énergies fossiles
Les Amis de la Terre mènent des campagnes pour mettre fin au soutien de la France et des institutions financières publiques aux énergies fossiles. Ils s’attaquent à plusieurs organisations financières comme la Banque mondiale, la Banque publique d’investissement ou la Banque centrale européenne.
L'association présente comme une victoire l'arrêt du financement du projet Mopani, lorsque la Banque Européenne d'Investissement annonce qu'elle ne financera plus les projets de l'entreprise Glencore AG tant que les résultats d'une enquête interne n'infirmeront pas les graves accusations portées contre la multinationale suisse.
Pour les Amis de la Terre, les subventions et les financements publics doivent servir à la transition écologique.
Selon l'association, la France contribue au développement du secteur des hydrocarbures à travers des financements à l’export, des fonds souverains et des entreprises dont elle est actionnaire. C’est le cas par exemple d’Arctic LNG 2,  dans l’Arctique Russe, où le gouvernement français pourrait octroyer une garantie de 700 millions d’euros de garanties export au méga-projet gazier des entreprises TotalEnergies et Novatek. Un rapport des Amis de la Terre épingle aussi la responsabilité de la France pour son soutien au secteur gazier dans la région de Cabo Delgado au Mozambique.

### Financement des énergies fossiles par les banques privées
Les Amis de la Terre dénoncent l’impact des financements des banques et des assurances sur le climat, l’environnement et les droits humains. En 2021, l’association publie un rapport dénonçant les banques françaises Société Générale, BNP Paribas, Crédit Agricole et le groupe Banque Populaire Caisse d’épargne, qui auraient financé le secteur de l’industrie des énergies fossiles à hauteur de 100 milliards de dollars depuis 2020.
À ce sujet, les Amis de la Terre ont mené deux campagnes de leur lutte contre « la finance fossile » à partir de 2010 :
- En juin 2014, les Amis de la Terre s’attaquent au projet de mine de charbon Alpha Coal en Australie, financé en partie par Société Générale. La banque se retire finalement du projet après plusieurs interpellations et des mobilisations citoyennes[33].

- En 2017, les Amis de la Terre décident de mener un combat contre le financement des banques françaises aux sables bitumineux et au gaz de schiste en Amérique du Nord, notamment au Texas où BNP Paribas et Société Générale sont impliquées dans le développement d’un projet de terminal d’exportation de gaz de schiste nommé Rio Grande LNG[34]. En octobre 2017, BNP Paribas annoncera finalement mettre fin à ses financements aux secteurs du gaz naturel liquéfié outre-Atlantique[35]. Les Amis de la Terre organisent à plusieurs reprises des mobilisations contre Société Générale avec l’association ANV-COP21, notamment le 4 décembre 2018, dernier jour de la COP24 en Pologne, où les militants se rassemblent devant le siège social de la banque à Paris mettant en scène une « opération de nettoyage des énergies sales » pour dénoncer les liens entre la banque et le projet Rio Grande LNG[36]. En 2019, les Amis de la Terre publient un rapport nommé « Société Générale: plein gaz sur les fossiles », détaillant les implications de la banque française dans les projets nord-américains.

En novembre 2019, l'ONG publie en collaboration avec Oxfam France un rapport indiquant que les principales banques françaises, à savoir BNP Paribas, le Crédit agricole, la Société générale et la BPCE, ont une empreinte carbone très importante : « en 2018, les émissions de gaz à effet de serre issues des activités de financement des quatre principales banques françaises – BNP Paribas, Crédit agricole, Société générale et BPCE – dans le secteur des énergies fossiles ont atteint plus de 2 milliards de tonnes équivalent CO2, soit 4,5 fois les émissions de la France ».
En 2020, une ex-salariée des Amis de la Terre, Lucie Pinson, crée sa propre association, Reclaim Finance, et se voit aussitôt récompensée du Prix Goldman pour l’environnement.

### Régulation des multinationales
Les Amis de la Terre dénoncent à travers leurs campagnes les dégâts environnementaux, climatiques et humains que peuvent causer les activités des multinationales françaises. L’association milite pour la régulation des multinationales, c’est-à-dire l’établissement de normes contraignantes.

#### Loi sur le devoir de vigilance
Les Amis de la Terre ont participé à l’adoption[pas clair] d’une loi relative au devoir de vigilance des sociétés mères et entreprises donneuses d'ordre en mars 2017.
Le drame de l’effondrement du Rana Plaza a été un marqueur politique en matière de régulation des multinationales. Cette tragédie a révélé les mauvaises conditions de travail des fournisseurs et sous-traitants d’entreprises textiles européennes et nord-américaines, et la difficulté d’engager la responsabilité des entreprises donneuses d’ordre.

#### Le cas de l'entreprise TotalEnergies en Ouganda
Les Amis de la Terre ont lancé une première action en justice sur le fondement de la loi sur le devoir de vigilance en 2019, en partenariat avec l’association Survie et quatre associations ougandaises. Les associations assignent TotalEnergies au tribunal pour ses activités pétrolières en Ouganda dans le parc des Murchison Falls, et dénoncent les impacts pour les populations locales et l’environnement.
En janvier 2020, le Tribunal de Grande Instance de Nanterre se déclare incompétent sur la question et renvoie le dossier au tribunal de commerce. Cette décision est contestée par les ONG qui saisissent la Cour d’appel de Versailles. Celle-ci confirmera que l’affaire relève bien du tribunal de commerce, refusant ainsi de juger l’affaire sur le fond.

#### Régulation des multinationales au niveau européen
Les Amis de la Terre revendiquent la nécessité d’adopter une législation européenne contraignante et ambitieuse en matière de responsabilité des entreprises vis-à-vis des droits humains et de l’environnement. En octobre 2020, la commission européenne a lancé une consultation à laquelle plus de 296 000 citoyens européens ont répondu.

#### Traité à l’ONU sur la vigilance des multinationales
Les Amis de la Terre militent pour que la loi sur le devoir de vigilance des multinationales soit déclinée à l’échelle européenne mais aussi au niveau mondial, par le biais d’un traité international contraignant.
En 2014, l’Équateur et l’Afrique du Sud sont à l’initiative d’un processus de négociations à l’ONU pour élaborer un instrument international qui vise à « prévenir les violations des droits humains par les multinationales et les pénaliser en cas de manquement. ».

#### Influence des entreprises privées, lobbying
Les Amis de la Terre dénoncent l’influence qu’exercent certaines entreprises ou groupements d’intérêts privés dans le milieu politique et public français.
En 2018, en partenariat avec l’Observatoire des multinationales, les Amis de la Terre publient une enquête sur l’influence de groupements d’intérêts privés auprès du Conseil d’État et du Conseil Constitutionnel. Ils dénoncent un droit de propriété et de liberté d’entreprendre favorisés par rapport à la protection de l’intérêt général. À ce titre, ils saisissent le Conseil constitutionnel à travers une demande formelle pour qu’un règlement encadre la procédure de contrôle de constitutionnalité et le rôle des contributions extérieures dans ses décisions.
Les Amis de la Terre dénoncent également le poids des lobbies dans la réforme de la Loi Hulot sur les hydrocarbures en 2017 et 2018.
En 2020, selon un nouveau rapport publié à la suite de la pandémie de Covid-19 avec l’Observatoire des multinationales, les Amis de la Terre épinglent plusieurs entreprises bénéficiant de financements publics sans contrepartie, alors que leurs activités iraient à l’encontre des réglementations sociales et environnementales.

### Accords de commerce
Les Amis de la Terre s’opposent aux zones de libre-échange et différents traités commerciaux comme ceux du Accord économique et commercial global (CETA), du Partenariat transatlantique de commerce et d'investissement (TAFTA) ou celui de l’Accord de libre-échange entre le Mercosur et l'Union européenne.

### L'obsolescence programmée
Avec le rapport « L'obsolescence programmée » - 2010, Les Amis de la Terre ont mis l'accent sur la réduction du volume des déchets d'équipements électriques et électroniques. Auprès des producteurs, l'association défend la nécessité de mettre en vente des produits plus solides, réparables, durables et a milité pour un allongement de la garantie de deux à dix ans. Les Amis de la Terre ont aussi pris part au groupe de travail de l'ADEME sur la durée de vie des produits.

### Agriculture

#### Lutte contre les OGM
Fin mars 2015, neuf organisations dont les Amis de la Terre déposent un recours auprès du Conseil d’État afin d’exiger un moratoire sur la vente et la culture des « OGM cachés » cultivés en France, notamment certaines variétés de tournesol et de colza. Le Conseil d’État estime alors que cette question relève du droit européen, et renvoie l’affaire auprès de la Cour de Justice européenne.
En 2018, la Cour de Justice européenne indique finalement que les industriels produisant ces « OGM cachés » devront se conformer à la réglementation en vigueur concernant les autres OGM classiques.

#### Réduction de la consommation de viande
En 2014, les Amis de la Terre s’opposent au projet de « la ferme des 1000 vaches » dans le Limousin.
En 2019, l'association signe une tribune lancée par L214 « contre l’élevage industriel, pour une végétalisation de l‘alimentation et pour l’élevage paysan »,.

### Prix Pinocchio
De 2008 à 2013, l'association décerne des « prix Pinocchio du développement durable », inspirés de la fameuse marionnette en bois et de sa très personnelle conception de la vérité, afin de dénoncer les impacts négatifs de l'action de certaines entreprises françaises, en totale contradiction avec le concept de développement durable qu'elles utilisaient dans leur communication. En 2020, le prix est de nouveau décerné par la Confédération paysanne pour dénoncer trois géants de l'agro-industrie : Lactalis, Bigard et Yara, leader mondial des engrais chimiques. Cette alliance symbolique vise aussi à montrer que les écologistes et les paysans partagent des objectifs communs et peuvent porter des projets convergents face aux méfaits environnementaux et sociaux du secteur de l’agro-industrie.

## Lobbying
Les Amis de la Terre sont inscrits depuis mai 2018 sur le registre de la Haute Autorité pour la transparence de la vie publique et déclarent exercer des activités de représentation d’intérêts en France pour un montant compris entre 75 000 et 100 000 euros sur l'année 2020.

## Financements
En 2021, 53 % du financement de l'association, sur un total de plus de 1 100 000 € provenaient de fonds privés, 10 % de fonds publics et 37 % de dons et partenaires.

## Ouvrages
- Les Amis de la Terre, L’Escroquerie nucléaire, Éditions Stock, janvier 1978, 476 p. (ISBN 978-2234008113).
- Les Amis de la Terre, La Mort s’exporte bien, l'Esprit frappeur, août 2002, 106 p. (ISBN 978-2844051905).